# Aktometer
Ein Aktometer (auch Aktigraph genannt) ist ein Messgerät zum Erfassen der Bewegungsaktivität eines Probanden. Es wird wie eine Armbanduhr am Handgelenk oder auch am Knöchel getragen. Die Messung erfolgt üblicherweise über einen längeren Zeitraum (einige Wochen), in dem das Gerät 24 Stunden am Tag getragen wird.
Moderne Aktometer sind leicht, etwas größer als eine Armbanduhr und speichern die Daten über die Lageänderungen und Beschleunigungswerte auf einem Chip, der am Computer ausgelesen werden kann. Zum Teil bieten Aktometer auch die Möglichkeit, über weitere Sensoren zusätzliche Parameter wie die Lichtintensität in der Umgebung des Probanden, die Umgebungs- und die Körpertemperatur zu messen und somit ergänzende Informationen zur Auswertung zu erlangen.
Das Profil der Bewegungsintensität als Diagramm von Häufigkeit und Heftigkeit zur Zeitachse wird „Aktogramm“ genannt. Das Verfahren aus Datenerfassung und Auswertung ist die „Aktigraphie“.

## Funktionsweise
Aktometer sind Geräte, die auf Beschleunigungsmessern basieren und kontinuierlich Bewegung in einer, zwei oder drei Dimensionen erfassen, digitalisieren und aufzeichnen. Der Speicherplatz für die anfallende Datenmenge und die Leistung der Batterie machen auch Messungen über mehrere Wochen und Monate problemlos möglich. Die piezokeramischen Beschleunigungsmesser geben eine Spannung ab, während die festgestellten Kräfte für eine positive oder negative Beschleunigung stehen. Ist die Beschleunigung konstant, so ergibt sich nach kurzer Zeit wie beim Fehlen von Bewegung keine Spannung. Der Umstand, dass die Extremitäten mit dem Torso verbunden sind, bedeutet, dass konstante Beschleunigung in eine einzige Richtung über längere Zeit nicht vorkommt und diese Beschleunigungsmesser hier problemlos anwendbar sind. Jede Änderung der Richtung erzeugt wieder Beschleunigung.
Hinsichtlich des Orts der Befestigung ist zu bedenken, dass das Gerät die Beschleunigung berücksichtigt, die auf es selbst wirkt. Ein am linken Handgelenk getragenes Aktometer berücksichtigt nicht Bewegungen des rechten Arms oder der Beine. Je nach Fragestellung ist auf diesen Umstand ein Augenmerk zu richten. Bei schlafmedizinischen Messungen wird stets vom Handgelenk als Ort der Befestigung ausgegangen.
Hinsichtlich der Länge und der Wertung einer Epoche muss an Autokorrelation gedacht werden. Wer bei einer kurzen Epoche der Länge eine Sekunde am Laufen oder Sitzen ist, wird mit hoher Wahrscheinlichkeit auch in der nächsten Epoche noch unterwegs sein oder sitzen. Beim zusammenfassenden Speichern oder Darstellen in längeren Epochen ist diese Durchgängigkeit nicht mehr gegeben.
Es muss auch bedacht werden, wie eine sehr kurze heftige Bewegung bei der Darstellung einer Epoche zu interpretieren ist.
Für den Bereich des Sports ist von Bedeutung, dass neuere Geräte nicht nur das Vorhandensein von Bewegung (Beschleunigung)
sondern auch die Intensität erkennen und aufzeichnen können.
Bei schlafmedizinischen Fragestellungen darf die recht hohe Korrelation bei Messungen mittels Aktometer und Polysomnographie bezüglich Werten wie bei der Schlafdauer nicht überbewertet werden. Was beim Gesunden nicht üblich ist, kann beim Patienten mit Schlafstörungen vorkommen. Mehrere nicht berücksichtigte sehr kurze Episoden vollständigen Aufwachens und nachfolgenden Einschlafens ohne viel Bewegung verändern bei einer Schlafdauer von etwa acht Stunden die Summe nicht so sehr, verhindern aber die Erholsamkeit des Schlafes.

## Anwendungsbereiche

### Anwendung in der Schlafmedizin
In der Schlafmedizin ist die Aktigraphie ein Hilfsmittel bei der Untersuchung von bestimmten Schlafstörungen und wird oft neben einem vom Patienten individuell geführten Schlaftagebuch zur Ergänzung und Objektivierung bei der Erfassung der Schlaf-Wach-Zeiten verwendet. Eine für die eigentliche Diagnose erforderliche Differenzierung des Schlafes hinsichtlich Schlafstadien oder Aufwachstörungen ist jedoch nicht möglich. Die Aktigraphie zeigt im Ergebnis ein Schlaf-Muster im Sinne eines zirkadianen Musters von Schlaf und Wachheit über mehrere Schlaf-Zyklen auf.

### Anwendung in der Schlafforschung
In der Schlafforschung wird der Umstand genutzt, dass die Erhebung der Daten nicht ortsgebunden stattfindet und in der gewohnten Umgebung der Probanden möglich ist. Die rechnergestützte, wenig personalintensiv Auswertung ermöglicht die Untersuchung auch größerer Gruppen und Untersuchungen über einen längeren Zeitraum mit überschaubarem Aufwand. Soweit die zu erfassenden Parameter und die erreichbare Genauigkeit für die jeweilige Fragestellung ausreichen, kann somit auf die Umgebung eines Schlaflabors verzichtet werden.

### Anwendung in der anderen Bereichen
- Erfassung von Hyperaktivität, zur Messung der Grades der Hyperaktivität werden meist die Bewegungswerte durchschnittlich aktiver Menschen zum Vergleich herangezogen.
- Einsatz in der Forschung auf dem Gebiet der Chronobiologie
- Einsatz im Leistungssport